# NGC 7686
NGC 7686 је расејано звездано јато у сазвежђу Андромеда које се налази на NGC листи објеката дубоког неба.
Деклинација објекта је + 49° 8' 3" а ректасцензија 23h 30m 7,3s. Привидна величина (магнитуда) објекта NGC 7686 износи 5,6. NGC 7686 је још познат и под ознакама OCL 251.